# Monunius II
Monunius II was een Illyrische koning. Van 176 tot 167 v.Chr. was Monunius II de koning van Dardanië waarmee hij zijn   broer Bato opvolgde. Monunius II was hiermee de laatste koning van Dardanië. Hij was tevens de vader van prinses Etuta, gemalin van koning Gentius.